# Station Katterat
Station Katterat  is een spoorwegstation in Katterat in de gemeente Narvik in fylke Nordland in Noorwegen. Het station, op 375 meter hoogte, ligt aan Ofotbanen die Narvik verbindt met Luleå in Zweden. Er stoppen dagelijks twee treinen in beide richtingen.

## Verbindingen
| Serie | Treinsoort                           | Route                                                                             | Bijzonderheden                               |
| ----- | ------------------------------------ | --------------------------------------------------------------------------------- | -------------------------------------------- |
| 30    | Intercity / Stoptrein (SJ / Norrtåg) | Luleå – Boden – Gällivare – Kiruna – Björkliden – Riksgränsen – Katterat – Narvik | Stopt op sommige stations alleen op verzoek. |
| 94    | Nachttrein (SJ)                      | Stockholm – Gävle – Sundsvall – Umeå – Kiruna – Riksgränsen – Katterat – Narvik   |                                              |